# モハマド・ファリザル・マリアス
モハマド・ファリザル・マリアス（Mohd Farizal Marlias、1986年6月29日 - ）は、マレーシア・パハン州出身のサッカー選手。マレーシア・スーパーリーグ・ジョホール・ダルル・タクジムFC所属。マレーシア代表。ポジションはゴールキーパー。

## 所属クラブ
ユース経歴
- 2003年 - 2005年  パハンFA

プロ経歴
- 2006年 - 2008年  シャーザン・ムダFC
- 2008年 - 2010年  プルリスFA
- 2010年 - 2012年  ヌグリ・スンビランFA
- 2012年 - 2013年  ペラFA
- 2013年 - 2014年  セランゴールFA
- 2015年 -  ジョホール・ダルル・タクジムFC